# Socialismo budista

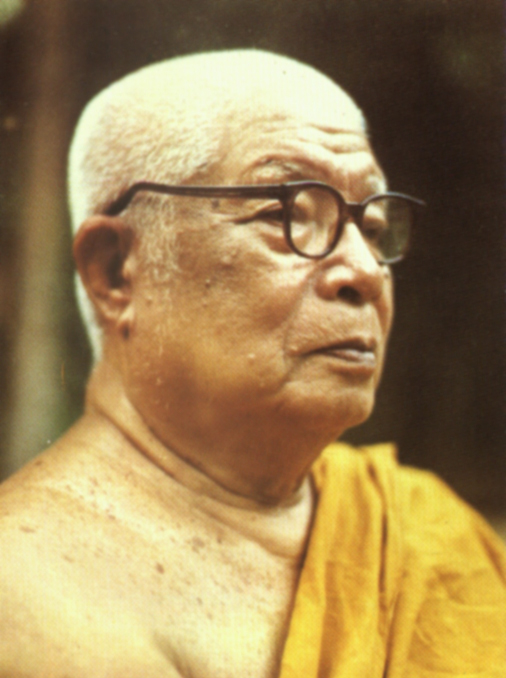
Ajahn Buddhadasa Bhikkhu, un monje budista.

Se conoce como socialismo budista a una serie de combinaciones de las filosofías budista y socialista. Tanto el budismo como el socialismo buscan un fin del sufrimiento humano, así como poner fin al egoísmo.
Entre quienes han sido descritos como socialistas budistas se incluye a figuras como el monje tailandés Buddhadasa, el líder del movimiento por los derechos dalit B.R. Ambedkar, el primer ministro de Sri Lanka Solomon Bandaranaike, el poeta coreano Han Yong-un, el primer ministro de Birmania U Nu, el rey de Camboya Norodom Sihanouk y el decimocuarto dalái lama Tenzin Gyatso.

## Concepciones de socialismo budista
En ocasiones se reivindica el concepto budista de sangha, una comunidad monástica y renunciante basada en la propiedad común y la toma de decisiones de manera colectiva. Dentro de esta comunidad la persona ordenada se convierte en bhikkhu/ni («quien comparte»), renunciando a su posición social anterior. Asimismo, sangha se funda en una ética de compasión por todos.
Por su parte, Jairav Desai señala que el budismo, lejos de la imagen occidental común de simplemente autoayuda y aislamiento, en realidad se funda en el ejemplo de Sidarta Gautama en su agenda de responsabilidad y compromiso social.
Buddhadasa acuñó la frase de «socialismo dhármico» asegurando que el socialismo es el estado natural de las cosas:

Mire a las aves: veremos que comen solo la cantidad de comida que sus estómagos pueden contener. No pueden tomar más que eso; No tienen graneros. Mire hacia abajo a las hormigas e insectos: eso es todo lo que pueden hacer. Mire los árboles: los árboles beben solo la cantidad de alimento y agua que el tronco puede contener, y no pueden absorber más que eso. Por lo tanto, un sistema en el que las personas no pueden invadir los derechos de los demás o saquear sus posesiones está de acuerdo con la naturaleza y ocurre naturalmente, y así es como se ha convertido en una sociedad que continúa siendo una, hasta que los árboles se vuelven abundantes, los animales se vuelven abundantes y eventualmente los seres humanos se hicieron abundantes en el mundo. La libertad de acaparar estaba estrictamente controlada por la naturaleza en forma de socialismo natural.

Han Young-un por su parte aseguró:

Recientemente estoy planeando escribir sobre el socialismo budista. Al igual que existe el socialismo cristiano como un sistema de ideas en el cristianismo, también debe haber socialismo budista en el budismo.

Por su parte, el dalái lama Tenzin Gyatso  ha descrito su concepción de socialismo budista reivindicando el marxismo. Él señala que el marxismo se base en principios morales, mientras que el capitalismo solo se preocupa por la ganancia y la rentabilidad. Asimismo, afirma que el fracaso de la Unión Soviética no fue un fracaso del marxismo, sino del totalitarismo y que por este motivo se sigue considerando «mitad marxista» y «mitad budista». De igual manera, sostiene que la crítica de Karl Marx a la religión no fue en contra de toda la religión en sí, sino particularmente a las creencias que justifican un orden social opresivo.
Bhimrao Ambedkar desarrolló en 1956 un movimiento sociopolítico llamado Navayāna («el nuevo vehículo») que buscaba desafiar el sistema de castas de la India y mejorar las condiciones de vida de los dalit. Dentro de su concepción sostuvo que para superar todas desigualdades sociales era fundamental primero abandonar el hinduismo y convertirse al budismo. Para Ambedkar, el mensaje del budismo implica una naturaleza socialista y socialmente transformadora. Sin embargo, afirmó que aunque el marxismo y el budismo eran compatibles en sus objetivos, sostuvo que diferían en sus medios, rechazando los medios violentos justificados en parte de la tradición marxista y el sacrificio de la libertad y la fraternidad para lograr la igualdad.
En otro orden de ideas, Marx en una carta escrita a un amigo en 1866 describió conocer algo de budismo y una especie propia práctica meditativa:

Me he convertido en una especie de bastón que corre de un lado a otro todo el día y mantiene mi mente en ese estado de nada que el budismo considera el clímax de la felicidad humana.
Karl Marx

Para el filósofo Adrian Kreutz, más allá de sus diferencias, tanto el marxismo como el budismo comparten un esquema general de diagnóstico y tratamiento. En cuanto al diagnóstico ambas filosofías señalan que «la vida es esencialmente sufrimiento». Asimismo, señala que en la sociedad capitalista no solo sufre la clase trabajadora, sino también la clase burguesa ante el aferramiento a sus riquezas y su estatus. De esta manera, para Kreutz, el capitalista deja de ser verdaderamente el propietario y se convierte él mismo en propiedad de sus riquezas.